# 前田村 (香川県)
前田村（まえだむら）は、香川県木田郡にあった村。

## 人口
| \| 1920年（大正9年） \| 3,074人 \| \| \| 1925年（大正14年） \| 3,167人 \| \| \| 1930年（昭和5年） \| 3,368人 \| \| \| 1935年（昭和10年） \| 3,211人 \| \| \| 1940年（昭和15年） \| 3,117人 \| \| \| 1947年（昭和22年） \| 4,331人 \| \| \| 1950年（昭和25年） \| 4,221人 \| \| \| 1955年（昭和30年） \| 4,044人 \| \| |         |  |
| 総務省統計局 / 国勢調査（1955年） |         |  |
| 1920年（大正9年） | 3,074人 |  |
| 1925年（大正14年） | 3,167人 |  |
| 1930年（昭和5年） | 3,368人 |  |
| 1935年（昭和10年） | 3,211人 |  |
| 1940年（昭和15年） | 3,117人 |  |
| 1947年（昭和22年） | 4,331人 |  |
| 1950年（昭和25年） | 4,221人 |  |
| 1955年（昭和30年） | 4,044人 |  |

## 歴史
- 1887年（明治20年）4月 - 東前田村字本村の前田修節小学校を廃止し、同所に前田村立尋常小学校（現・高松市立前田小学校）開校。
- 1890年（明治23年）2月15日 - 自然村である山田郡東前田村（ひがしまえだむら）、西前田村（にしまえだむら）、北亀田村（きたかめだむら）の区域を以って町村制を施行し、行政村の山田郡前田村成立。
  - 旧自然村の区域を継承した東前田、西前田、北亀田の3大字を設置。
- 1893年（明治26年）4月 - 西前田亀田北簡易小学校と亀田北簡易小学校を廃止し、村立尋常小学校に統合合併する。
- 1899年（明治32年）3月16日 - 山田郡が三木郡と合併し、木田郡となる。
- 1912年（明治45年）4月20日 - 高松電気軌道（現・ことでん長尾線）開通。村内には高田駅と東前田駅が開業。
- 1924年（大正13年）5月10日 - 香川県立木田高等女学校（現・香川県立高松東高等学校）が現・三木町より移転してくる。
- 1934年（昭和9年）5月31日 - 高松電気軌道東前田駅が廃止される。
- 1956年（昭和31年）9月30日 - 高松市に合併（高松市第5次合併）。この区域を以って高松市前田地区成立。
  - 高松市前田出張所が開所。
  - 前田村立前田小学校が高松市立前田小学校に改称。
  - 前田村立前田中学校が高松市立前田中学校に改称。

高松市編入以後は「前田 (高松市)」を参照

## 出身著名人
- 山田恵一 (貴族院議員)